# Vreni Eberle
Vreni Eberle (Monaco di Baviera, 13 novembre 1950) è un'ex nuotatrice tedesca occidentale.

## Carriera
Fece parte della staffetta che vinse la medaglia di Bronzo nella 4x100m misti alle Olimpiadi di Monaco di Baviera 1972.

## Palmarès
- Giochi olimpici estivi

Monaco di Baviera 1972: bronzo nella 4x100m misti.